# Erlitou-Kultur
| Prähistorische Kulturen Chinas           | Prähistorische Kulturen Chinas       |
| Paläolithikum                            | Paläolithikum                        |
| ---------------------------------------- | ------------------------------------ |
| Xihoudu-Kultur                           | 1270000 BP                           |
| Ordos-Kultur                             | 50000–35000 BP                       |
| Xiachuan-Kultur                          | 24000–16000 BP                       |
| Xiaonanhai-Kultur                        | 22650–21650 BP                       |
| Tongliang-Kultur                         | 24450 ± 850 BP                       |
| Maomaodong-Kultur                        | 14600±1200 BP                        |
| Fulin-Kultur                             |                                      |
| Kehe-Kultur                              |                                      |
| Dingsishan-Kultur                        |                                      |
| Gezidong-Kultur                          |                                      |
| Miahoushan-Kultur                        |                                      |
| Donggutuo-Kultur                         |                                      |
| Xiaochangliang-Kultur                    |                                      |
| Shilongtou-Kultur                        |                                      |
| Shuicheng-Kultur                         |                                      |
| Shuidonggou-Kultur                       |                                      |
| Yanbulaq-Kultur                          |                                      |
| Mittelsteinzeit                          |                                      |
| Jungsteinzeit                            |                                      |
| Shangshan-Kultur                         | 11000–9000 cal BP                    |
| Zaoshi-Kultur der unteren Schicht        | 7500–7000 v. Chr.                    |
| Pengtoushan-Kultur                       | 7500–6100 v. Chr.                    |
| Gaomiao-Kultur                           | 7400–7100 v. Chr.                    |
| Zhaobaogou-Kultur                        | 7000–6400 v. Chr.                    |
| Hemudu-Kultur                            | 7000–4500 v. Chr./ 5000–3300 v. Chr. |
| Houli-Kultur                             | 6250–5850 v. Chr.                    |
| Xinglongwa-Kultur                        | 6200–5400 v. Chr.                    |
| Laoguantai-Kultur auch Dadiwan-I-Kultur  | 6000–5000 v. Chr./ 6000–3000 v. Chr. |
| Dadiwan-Kultur                           | 5800–3000 v. Chr.                    |
| Chengbeixi-Kultur                        | 5800–4700 v. Chr.                    |
| Peiligang-Kultur                         | 5600–4900 v. Chr.                    |
| Xinle-Kultur                             | 5500–4800 v. Chr.                    |
| Cishan-Kultur                            | 5400–5100 v. Chr.                    |
| Beixin-Kultur                            | 5400–4400 v. Chr.                    |
| Qingliangang-Kultur                      | 5400–4400 v. Chr.                    |
| Tangjiagang-Kultur                       | 5050–4450 v. Chr.                    |
| Baiyangcun-Kultur                        | 5000–3700 v. Chr.                    |
| Yangshao-Kultur auch Miaodigou-I-Kultur  | 5000–2000 v. Chr.                    |
| Yingpanshan-Kultur                       | 5000-… v. Chr.                       |
| Caiyuan-Kultur                           | 4800–3900 v. Chr.                    |
| Majiabang-Kultur                         | 4750–3700 v. Chr.                    |
| Hongshan-Kultur                          | 4700–2900 v. Chr.                    |
| Daxi-Kultur                              | 4400–3300 v. Chr.                    |
| Dawenkou-Kultur                          | 4100–2600 v. Chr.                    |
| Beiyinyangying-Kultur                    | 4000–3000 v. Chr.                    |
| Songze-Kultur                            | 3900–3200 v. Chr.                    |
| Miaozigou-Kultur                         | 3500–3000 v. Chr.                    |
| Liangzhu-Kultur                          | 3400–2000 v. Chr.                    |
| Longshan-Kultur auch Miaodigou-II-Kultur | 3200–1850 v. Chr.                    |
| Shanbei-Kultur                           | 3050–2550 v. Chr.                    |
| Majiayao-Kultur                          | 3000–2000 v. Chr.                    |
| Xiaoheyan-Kultur                         | 3000–2000 v. Chr.                    |
| Tanshishan-Kultur                        | 3000–2000 v. Chr.                    |
| Shixia-Kultur                            | 2900–2700 v. Chr.                    |
| Qujialing-Kultur                         | 2750–2650 v. Chr.                    |
| Shijiahe-Kultur                          | 2600–2000 v. Chr.                    |
| Banshan-Machang-Kultur                   | 2500–2000 v. Chr.                    |
| Baodun-Kultur                            | 2500–1700 v. Chr.                    |
| Keshengzhuang-II-Kultur                  | 2300–2000 v. Chr.                    |
| Zhukaigou-Kultur                         | …–1500 v. Chr.                       |
| Qijia-Kultur                             | 2000-… v. Chr.                       |
| Qugong-Kultur                            | v. Chr.                              |
| Shangzhai-Kultur                         | v. Chr.                              |
| Xinkailiu-Kultur                         | v. Chr.                              |
| Youziling-Kultur                         | v. Chr.                              |
| Kuahuqiao-Kultur                         | v. Chr.                              |
| Kupfersteinzeit                          |                                      |
| Bronzezeit                               |                                      |
| Erlitou-Kultur                           | 2000–1500 v. Chr.                    |
| Yueshi-Kultur                            | 1900–1600v. Chr.                     |
| Erligang-Kultur                          | 1600–1400 v. Chr.                    |
| Siwa-Kultur                              | 1400–1100 v. Chr.                    |
| Nuomuhong-Kultur                         | 1350–950 v. Chr.                     |
| Shajing-Kultur                           | 1300–789 v. Chr.                     |
| Xindian-Kultur                           | 1000-… v. Chr.                       |
| Kayue-Kultur                             | 900–600 v. Chr.                      |
| Tangwang-Kultur                          | v. Chr.                              |
| Ba-Shu-Kultur                            | v. Chr.                              |
| Hanshu-Kultur                            | v. Chr.                              |
| Hushu-Kultur                             | v. Chr.                              |
| Xituanshan-Kultur                        | v. Chr.                              |
| Eisenzeit                                |                                      |

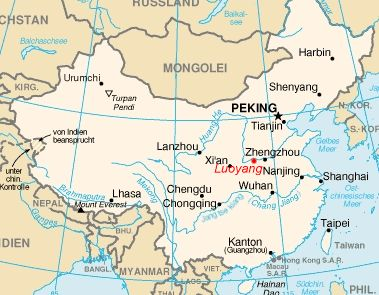
Lage Luoyangs in China

Als Erlitou-Kultur (二里頭文化 / 二里头文化,  èrlǐtóu wénhuà) bezeichnen Archäologen eine städtische Gesellschaft der Frühen Bronzezeit, die in China von 2000 v. Chr. bis 1500 v. Chr. existierte. Die Kultur wurde nach der Fundstätte benannt, die man im Dorf Erlitou (二里頭村) bei der kreisfreien Stadt Yanshi, gelegen im Verwaltungsgebiet der bezirksfreien Stadt Luoyang in der Provinz Henan entdeckte. Die Kultur war vor allem in Henan, wo sie ihren Schwerpunkt hatte, und in der Provinz Shanxi verbreitet. Später dehnte sie sich auch in die Provinzen Shaanxi und Hubei aus. Die meisten chinesischen Archäologen identifizieren die Erlitou-Kultur mit der nur aus späteren Aufzeichnungen überlieferten Xia-Dynastie, während die meisten westlichen Archäologen keine Verbindung zwischen der Erlitou-Kultur und der Xia-Dynastie ziehen.

## Kultur

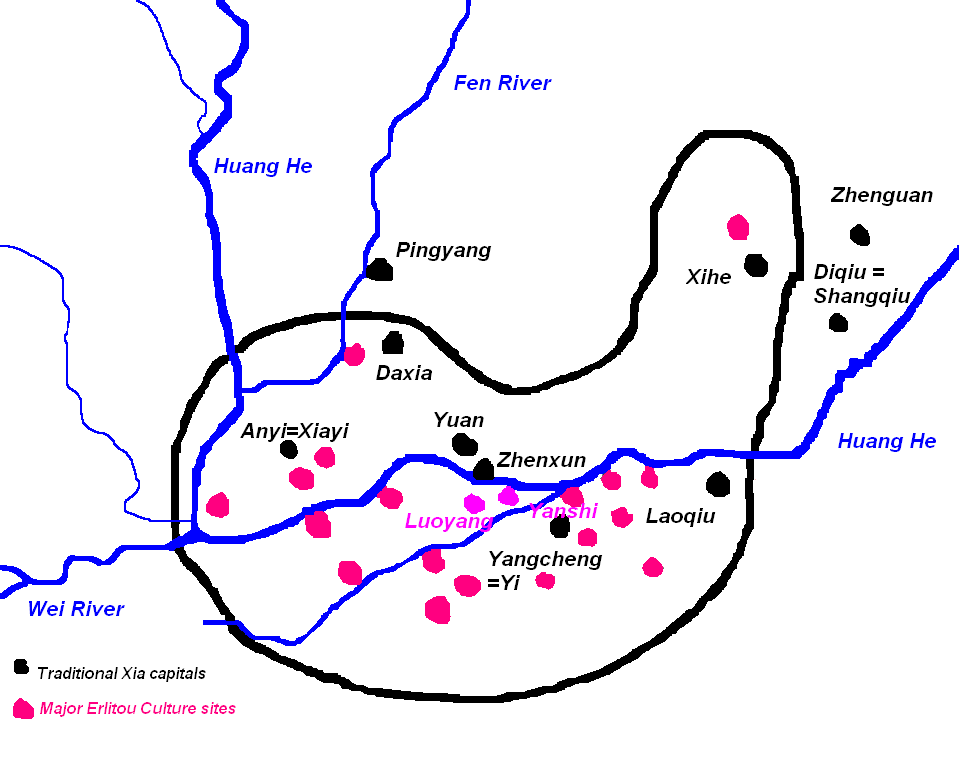
Erlitou-Kultur

Erlitou war vom 18. bis 16. Jh. v. Chr. die größte städtische Siedlung auf der Fläche des heutigen China und vermutlich sogar von ganz Ostasien. Von den einheimischen Archäologen wird es als die früheste Hauptstadt Chinas angesehen. Demnach handele es sich bei Erlitou um die Xia-Hauptstadt Zhēnxún. Es fanden sich dort zahlreiche Palastgebäude und Bronze verarbeitende Werkstätten. Kulturgeschichtlich wird die Erlitou-Kultur als Nachfolgerin der Longshan-Kultur angesehen.

## Archäologie
Entdeckt wurde Erlitou im Jahr 1959. Es ist die größte Fundstätte der Erlitou-Kultur und eine der ersten städtischen Siedlungen im Bereich des heutigen China. Die Stadt liegt am Yi He, einem Zufluss des Südlichen Luo He. Vermutlich bedeckte sie ursprünglich eine Fläche von mindestens 2,4 km mal 1,9 km. Aufgrund überflutungsbedingter Erosionsschäden sind heute jedoch nur noch etwa 3 km2 erhalten. Die Paläste liegen im südöstlichen Abschnitt der Stadt. Palast 3 ist dabei von besonderem Interesse. Er bestand aus 3 Innenhöfen entlang einer 150 m langen Achse. Aufgrund der zahlreichen Hinweise auf Bronzeverarbeitung wird vermutet, dass Erlitou die Produktion von rituellen Bronzegefäßen monopolisierte.
Nach dem Aufstieg der Shang-Dynastie, verkleinerte sich die Anlage in Erlitou sehr stark, blieb aber während der frühen Phase der Shang-Dynastie bewohnt.

## Chronologie
- Erlitou Phase I (100 ha)
- Erlitou Phase II (300 ha): Ein Palastgebiet von 12 ha war durch vier Straßen abgegrenzt. Es enthielt den 150 × 50 m Palast 3 und den Palast 5. Südlich des Palastkomplexes befand sich eine Bronzegießerei.
- Erlitou Phase III (300 ha): Der Palastkomplex wird mit einem 2 m dicken gestampftem Erdwall umgeben und die Paläste 1, 7, 8 und 9 werden gebaut. Paläste 3 und 5 werden aufgegeben und durch die 4200 m2 großen Paläste 2 und 4 ersetzt.
- Erlitou Phase IV (300 ha, ca. 1600 v. Chr.): Palast 6 wird als Erweiterung von Palast 2 gebaut. Paläste 10 und 11 werden errichtet.
- Frühe Erligang Phase (ca. 1600–1450 v. Chr.): Die Siedlung wird schrittweise aufgegeben und verlassen.
- Späte Erligang Phase (30 ha, ca. 1450–1300 v. Chr.): Erlitou wird wieder zu einem Dorf, die letzten Paläste werden aufgegeben.[8]